# Вернек
Вернек (словен. Vernek) — поселення в общині Літія, Осреднєсловенський регіон, Словенія. Висота над рівнем моря: 252,1 м.